# إد أرنو
إد أرنو (بالإنجليزية: Ed Arno)‏ هو رسام توضيحي أمريكي وروماني، ولد في 17 يوليو 1916 في إنسبروك في النمسا، وتوفي في 27 مايو 2008 في نيويورك في الولايات المتحدة.